# ᲋
᲋ (Ы с соединительным штрихом (иногда )) — буква кириллицы, которая раньше использовалась в кабардинском, русском лингвистическом алфавите Л. В. Щербы 1911 года, а также в кириллическом тюркологическом алфавите В. В. Радлова 1906 года для обозначения звука неогублённого гласного заднего ряда верхнего подъёма [ɯ] или неогублённого гласного среднего ряда верхнего подъёма [ɨ] в некоторых вариантах кириллической фонетической транскрипции. На данный момент эта буква нигде не используется. Была заменена на заглавную Ы.

Гласные РЛА по Льву Щербе